# Vladislavs Kurakins
Vladislavs Kurakins (Daugavpils, 9 luglio 1996) è un calciatore lettone, portiere del Riga Mariners.

## Carriera

### Club
Kurakins ha cominciato la carriera con la maglia del BFC Daugavpils, debuttando in Virslīga in data 1º maggio 2014: è stato titolare nella sconfitta subita per 0-3 contro il Ventspils.
Dopo un biennio in squadra, si è trasferito allo Spartaks Jūrmala: l'11 marzo 2016 ha esordito con questa casacca, contribuendo al successo per 1-2 sul campo del Liepāja.
L'anno seguente è passato al Riga FC, per cui ha giocato una stagione. Nel 2018 si è accordato invece con gli austriaci del Mauerwerk. Nel mese di luglio ha fatto ritorno in Lettonia, per giocare nello Jelgava. In vista della stagione 2021, si è accordato con la Dinamo Rīga.
In data 18 agosto 2021, Kurakins è stato ingaggiato dai norvegesi dell'Egersund.

### Nazionale
Kurakins ha rappresentato la Lettonia under 21 in 23 occasioni, subendo 32 reti.

## Statistiche

### Presenze e reti nei club
Statistiche aggiornate al 24 marzo 2024.
| Stagione              | Club                  | Campionato            | Campionato | Campionato | Coppe nazionali | Coppe nazionali | Coppe nazionali | Coppe continentali | Coppe continentali | Coppe continentali | Supercoppe | Supercoppe | Supercoppe | Totale | Totale |
| Stagione              | Club                  | Comp                  | Pres       | Reti       | Comp            | Pres            | Reti            | Comp               | Pres               | Reti               | Comp       | Pres       | Reti       | Pres   | Reti   |
| --------------------- | --------------------- | --------------------- | ---------- | ---------- | --------------- | --------------- | --------------- | ------------------ | ------------------ | ------------------ | ---------- | ---------- | ---------- | ------ | ------ |
| 2012                  | BFC Daugavpils        | 1L                    | 3          | -1         | CL              | ?               | -?              | -                  | -                  | -                  | -          | -          | -          | 3+     | -?     |
| 2013                  | BFC Daugavpils        | 1L                    | 17         | -9         | CL              | ?               | -?              | -                  | -                  | -                  | -          | -          | -          | 17+    | -?     |
| 2014                  | BFC Daugavpils        | VL                    | 14         | -28        | CL              | 0               | 0               | -                  | -                  | -                  | -          | -          | -          | 14     | -28    |
| 2015                  | BFC Daugavpils        | VL                    | 10         | -18        | CL              | 1               | 0               | -                  | -                  | -                  | -          | -          | -          | 16     | -34    |
| 2016                  | Spartaks Jūrmala      | VL                    | 26         | -18        | CL              | 4               | -2              | UEL                | 2                  | -4                 | -          | -          | -          | 32     | -24    |
| 2017                  | Riga FC               | VL                    | 23         | -20        | CL              | 7               | -8              | -                  | -                  | -                  | -          | -          | -          | 30     | -28    |
| gen.-giu. 2018        | Mauerwerk             | RL                    | 11         | -14        | CA              | -               | -               | -                  | -                  | -                  | -          | -          | -          | 11     | -14    |
| lug.-dic. 2018        | Jelgava               | VL                    | 12         | -24        | CL              | -               | -               | -                  | -                  | -                  | -          | -          | -          | 12     | -24    |
| 2019                  | Jelgava               | VL                    | 15         | -20        | CL              | 4               | -4              | -                  | -                  | -                  | -          | -          | -          | 19     | -24    |
| 2020                  | Jelgava               | VL                    | 20         | -37        | CL              | 2               | 0               | -                  | -                  | -                  | -          | -          | -          | 22     | -37    |
| Totale Jelgava        | Totale Jelgava        | Totale Jelgava        | 47         | -81        |                 | 6               | -4              |                    | -                  | -                  |            | -          | -          | 53     | -85    |
| mar.-ago. 2021        | Dinamo Rīga           | 1L                    | 3          | -3         | CL              | 0               | 0               | -                  | -                  | -                  | -          | -          | -          | 3      | -3     |
| ago.-dic. 2021        | Egersund              | 2D                    | 0          | 0          | CN              | -               | -               | -                  | -                  | -                  | -          | -          | -          | 0      | 0      |
| 2022                  | BFC Daugavpils        | 1L                    | 33         | -57        | CL              | 1               | -2              | -                  | -                  | -                  | -          | -          | -          | 34     | -59    |
| 2023                  | BFC Daugavpils        | 1L                    | 35         | -49        | CL              | 1               | -4              | -                  | -                  | -                  | -          | -          | -          | 36     | -53    |
| Totale BFC Daugavpils | Totale BFC Daugavpils | Totale BFC Daugavpils | 112        | -162       |                 | 2+              | -?              |                    | -                  | -                  |            | -          | -          | 114+   | -?     |
| 2024                  | Liepāja               | 1L                    | 0          | 0          | CL              | 0               | 0               | -                  | -                  | -                  | -          | -          | -          | 0      | 0      |
| Totale                | Totale                | Totale                | 222        | -293       |                 | 20+             | -?              |                    | 2                  | -4                 |            | -          | -          | 238    | -?     |